# Elezioni per l'Assemblea dell'Irlanda del Nord del 2011
Le elezioni per l'Assemblea dell'Irlanda del Nord si tennero il 5 maggio 2011 e furono le quarte elezioni dall'istituzione dell'Assemblea nel 1998.
Si tennero insieme alle elezioni locali nell'Irlanda del Nord, alle elezioni scozzesi e gallesi, alle elezioni locali in Inghilterra e al referendum sul voto alternativo. Come nel passato, le elezioni si tennero con il voto singolo trasferibile nel quadro di un sistema proporzionale. I 108 seggi vennero suddivisi in 18 circoscrizioni con 218 candidati, inclusi 15 indipendenti e rappresentanti di 14 partiti politici.
Si registrarono per votare 1 210 009 persone, con un incremento del 9,2% rispetto alle elezioni del 2007. Con un'affluenza del 55,7%, in decrescita di quasi 7 punti percentuali rispetto alle precedenti elezioni, e con 14% in meno di votanti rispetto alle prime elezioni dell'Assemblea del 1998, il Partito Unionista Democratico (DUP) e Sinn Féin (SF) rimasero i due maggiori partiti all'Assemblea, con il DUP che ottenne 38 seggi e SF 29 sul totale di 108 seggi. Il UUP ottenne 16 seggi, il Partito Social Democratico e Laburista (SDLP) 14 ed il Partito dell'Alleanza dell'Irlanda del Nord 8; i Verdi ottennero un solo seggio, così come Traditional Unionist Voice (TUV) e un candidato indipendente.
A seguito delle elezioni, Peter Robinson del DUP e Martin McGuinness di Sinn Féin furono nominati e in seguito eletti rispettivamente Primo ministro e vice primo ministro dell'Irlanda del Nord il 12 maggio 2011. L'unico cambiamento nell'Esecutivo dell'Irlanda del Nord fu la perdita di un seggio da parte del UUP a vantaggio del Partito Alleanza.

## Risultati

Composizione dell'Assemblea dopo le elezioni

| Partito | Partito              | Seggi ottenuti | Variazione | Voti (1° pref.) | % voti (1° pref.) | Variazione | Seggi al governo | Variazione |
| ------- | -------------------- | -------------- | ---------- | --------------- | ----------------- | ---------- | ---------------- | ---------- |
|         | DUP                  | 38             | 2          | 198 436         | 29,99%            | 0,1%       | 4                | Stabile    |
|         | Sinn Féin            | 29             | 1          | 178 222         | 26,93%            | 0,7%       | 3                | Stabile    |
|         | SDLP                 | 14             | 2          | 94 286          | 14,25%            | 1,0%       | 1                | Stabile    |
|         | UUP                  | 16             | 2          | 87 531          | 3,23%             | 1,7%       | 1                | 1          |
|         | Alleanza             | 8              | 1          | 50 875          | 7,69%             | 2,5%       | 1                | 1          |
|         | TUV                  | 1              | 1          | 16 480          | 2,49%             | Nuovo      | —                | Nuovo      |
|         | Verdi                | 1              | Stabile    | 6 031           | 0,91%             | 0,8%       | —                | Stabile    |
|         | PBPA                 | 0              | Stabile    | 5 438           | 0,82%             | 0,7%       | —                | Stabile    |
|         | UKIP                 | 0              | 0          | 4 152           | 0,63%             | 0,4%       | —                | Stabile    |
|         | PUP                  | 0              | 1          | 1 493           | 0,23%             | 0,4%       | —                | Stabile    |
|         | Nazionale Britannico | 0              | Nuovo      | 1 252           | 0,19%             | Nuovo      | —                | Nuovo      |
|         | Lavoratori           | 0              | Stabile    | 1 155           | 0,17%             | 0,1%       | —                | Stabile    |
|         | Socialista           | 0              | Stabile    | 819             | 0,12%             | 0,1%       | —                | Stabile    |
|         | Pro Capitalism       | 0              | Stabile    | 29              | 0,00%             | Nuovo      | —                | Nuovo      |
|         | Indipendenti         | 1              | Stabile    | 15 535          | 2,35%             | 0,5%       | —                | Stabile    |
|         | TOTALE               | 108            |            | 661 734         |                   |            | 10               |            |